# HD 101369
HD 101369，又名BD-13 3420，SAO 156820、HR 4490，是一颗恒星，视星等为6.21，位于銀經278.08，銀緯44.92，其B1900.0坐标为赤經11h 34m 47.3s，赤緯-13° 44.92′ 51″。